# Comité olympique sud-coréen

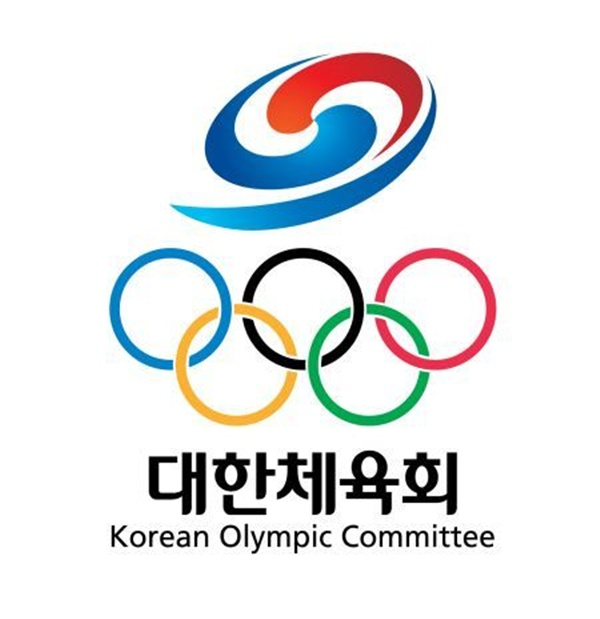
Logo Comité olympique coréen.

Le Comité olympique coréen (en coréen 대한체육회 ou KOC, Korean Olympic Committe) est le comité national olympique de la Corée du Sud. Il est présidé par M. Lee Kee-heung depuis 2016. Fondé en 1920, il a été reconnu par le Comité international olympique en 1947 et le mot « sud » ne figure pas dans sa dénomination officielle comme il est d'usage en Corée du Sud. C'était une partie du Korea Sports Council mais les deux organisations ont fusionné en 2009.

## Histoire
Le Choson Sports Council est fondé le 13 juillet 1920 (Choson ou Joseon est un autre mot pour Corée). Il est dissout par la force en 1938 pendant l'occupation japonaise.  Il est recréé en 1945 et renommé Korea Sports Council en 1948. Le Korean Olympic Committee (KOC) est quant à lui fondé en 1946 et devient un membre du CIO en 1947 lors de sa 41e session. En janvier 1948, la Corée (du Sud) obtient sa première participation aux Jeux d'hiver à Saint-Moritz en Suisse. En juillet 1948, la Corée participe aux Jeux olympiques d'été de 1948 à Londres. Depuis la Corée (du Sud) a toujours envoyé une délégation aux Jeux olympiques modernes sauf aux Jeux d'hiver d'Oslo en 1952 et à ceux d'été de 1980 à Moscou. Même pendant la guerre de Corée, elle participe aux Jeux olympiques d'été de 1952 à Helsinki. En 1968, le KOC et le Korean School Sports council sont partiellement fusionnés avec le Korea Sports Council. La fusion complète aboutit en 2009, et légalement le titre de la nouvelle organisation est le KOC, en tant que comité olympique coréen (Korean Olympic Committee).
Classée 5e pour les médailles lors des Jeux olympiques d'hiver de 2010 à Vancouver, la Corée du Sud s'est toujours classée parmi les dix meilleures nations lors de six des sept Jeux depuis ceux de 1984 à Los Angeles.
Le KOC a notamment organisé ou contribué à organiser :
- les 10es Jeux asiatiques à Séoul en 1986
- les 24e Jeux olympiques d'été de 1988, toujours à Séoul
- le 6e Congrès du CIO pour les sports en 1996
- l'Universiade d'hiver 1997 dans la région Muju-Jeonju
- les IIes Jeux de l'Asie de l'Est à Pusan en 1997
- les 4es Jeux asiatiques d'hiver à Yongpyong (Gangwon-do) en 1999
- le 109e Congrès du CIO à Séoul
- les 14es Jeux asiatiques à Pusan en 2002
- l'Universiade d'été 2003 à Daegu
- l'Assemblée générale des ACNO (ANOC) à Séoul en 2005
- les Championnats du monde d'athlétisme 2011 à Daegu
- les Jeux asiatiques de 2014 à Incheon
- les Jeux olympiques d'hiver de 2018 à PyeongChang

## Réunification
En 2000, 2004 et 2006 lors des cérémonies d’ouverture des Jeux olympiques les deux Corée ont défilé ensemble mais étaient séparées pour les épreuves sportives. Les délégations du Nord et du Sud ont à nouveau défilé ensemble lors de la cérémonie d’ouverture des Jeux olympiques de Turin le 12 février 2006. Il était envisagé de constituer une seule équipe nationale commune aux deux Corée aux Jeux olympiques de 2008, ainsi qu’aux Jeux asiatiques. Une rencontre entre les comités olympiques des deux Corée a eu lieu à Lausanne le 5 septembre 2006, dans l’objectif de constituer une seule équipe coréenne aux Jeux olympiques de Pékin, avec les deux présidents des comités olympiques, Kim Jung-kil pour le sud et Mun Jae-dok pour le nord.  À cette occasion, « le CIO se félicite que le sport et l’idéal olympique puissent amener à la constitution d’une équipe unifiée et souhaiterait remercier les deux délégations de leur engagement et de leurs efforts pour atteindre cet objectif ». Les discussions ont cependant été reportées et les deux équipes coréennes ont participé aux Jeux de Pékin.